# Pedicularis lobatorostrata
Pedicularis lobatorostrata är en snyltrotsväxtart som beskrevs av Takasi Takashi Yamazaki. Pedicularis lobatorostrata ingår i släktet spiror, och familjen snyltrotsväxter. Inga underarter finns listade i Catalogue of Life.